# Ralph Firman
Ralph David Firman Jr., irski dirkač Formule 1, * 20. maj 1975, Norwich, Norfolk, Anglija, Združeno kraljestvo.

## Življenjepis
Kariero je začel v prvenstvu Britanske Formule 3, kjer je v sezoni 1996 osvojil naslov prvaka. Nato se je preselil v Formulo Nippon, kjer je v sezoni 2002 s štirimi zmagami osvojil naslov prvaka z le dvema točkama prednosti pred Satošijem Motojamo, v sezonah 1999 in 2001 pa je osvojil četrto mesto v prvenstvu. V Formuli 1 je debitiral v sezoni 2003, kjer je ob kar osmih odstopih na dirki za Veliko nagrado Španije z osmim mestom dosegel svojo edino uvrstitev med dobitnike točk v karieri.

## Popolni rezultati Formule 1
(legenda) (odebeljene dirke pomenijo najboljši štartni položaj, poševne pa najhitrejši krog, †-uvrščen kljub odstopu)
| Leto | Moštvo      | Šasija      | Motor    | 1       | 2      | 3       | 4       | 5     | 6      | 7      | 8       | 9     | 10     | 11    | 12      | 13      | 14      | 15      | 16     | Prv | Toč |
| ---- | ----------- | ----------- | -------- | ------- | ------ | ------- | ------- | ----- | ------ | ------ | ------- | ----- | ------ | ----- | ------- | ------- | ------- | ------- | ------ | --- | --- |
| 2003 | Jordan Ford | Jordan EJ13 | Ford V10 | AVS Ret | MAL 10 | BRA Ret | SMR Ret | ŠPA 8 | AVT 11 | MON 12 | KAN Ret | EU 11 | FRA 15 | VB 13 | NEM Ret | MAD DNS | ITA DNP | ZDA Ret | JAP 14 | 20. | 1   |